# Troglohyphantes subalpinus
Troglohyphantes subalpinus är en spindelart som beskrevs av Thaler 1967. Troglohyphantes subalpinus ingår i släktet Troglohyphantes och familjen täckvävarspindlar.
Artens utbredningsområde är Österrike. Inga underarter finns listade i Catalogue of Life.